# Emirat de Dutse
L'emirat de Dutse fou un estat històric i ara un estat tradicional de Nigèria, amb capital a la ciutat de Dutse a l'estat de Jigawa.
Dutse o Gadawur fou fundada vers el 1421. El 1807 Salihu dan Awwal al front de la gihad fulani va fundar l'emirat. Els fulani van governar l'emirat fins al 1903 quan els britànics van ocupar la ciutat el 27 de juliol, i va formar part del Protectorat de Nigèria del Nord.

## Reis de Dutse
- 1421 - 1686 Diversos reis
- 1686 - 1702 Hassan Makau Dodan-Bango
- 1702 - 1720 Mamman Mai-Sajen Fama
- 1720 - 1732 Makuri Bangon Dutse
- 1732 - 1735 Ada Gyauron Maza "el Gran"
- 1735 - 1737 Vacant
- 1737 - 1797 Tsohon Mutum
- 1797 - 1799 Nata
- 1799 - 1807 Gwajabo

## Emirs de Dutse
- 1807 - 1819 Salihu I dan Awwal
- 1819 - 1840 Musa dan Ahmadu
- 1840 - 1849 Bello I dan Musa
- 1849 - 1868 Suleman I dan Musa
- 1868 - 1884 Ibrahim I dan Salihu
- 1884 - 1893 Abdulkadir I dan Salihu
- 1893 - 1894 Salihu II dan Ibrahim
- 1894 - 1894 Ibrahim II dan Musa
- 1894 - 1901 Abdulkadir II dan Musa
- 1901 - 1903 Abdulkadir III dan Ibrahim
- 1903 - 1910 Haladu dan Suleman
- 1910 - 1911 Halilu dan Bello
- 1911 - 1912 Vacant
- 1912 (5 dies) Hamida dan Ibrahim
- 1912 - 1919 Abdullahi I dan Suleman
- 1919 - 1922 Bello II dan Abdulkadir I
- 1922 - 1923 Vacant
- 1923 - 1960 Suleman II dan Nuhu
- 1960 - 1983 Abdullahi Maikano Suleman
- 1983 - 1995 Muhammadu Sanusi dan Bello
- 1995 - Nuhu Muhammadu Sanussi